# Скарнові родовища
Скарнові родовища (англ. skarn deposits; нім. Skarnlager n) — скарни, що містять цінні мінерали в кількості, достатній для економічно доцільної розробки. Велика частина корисних мінералів нагромаджується в скарнах на регресивній стадії скарноутворення. Гол. різновиди корисних копалин в скарнах: родовища залізних руд з магнетитом, залізокобальтових руд з магнетитом і кобальтином, міді з халькопіритом, вольфраму з шеєлітом, молібдену з молібденітом, свинцево-цинкових руд з ґаленітом і сфалеритом, золота, пов'язаного зі скарноутворюючими сульфідами, олова з каситеритом, берилію з різноманітними мінералами — гельвіном, даналітом, хризоберилом, фенакітом, бертрандитом, берилом, родовища бору з котоїтом, людвігітом, суанітом, ашаритом і флюоборитом. Крім того, в скарнах відомі менш значні родовища руд платини, урану і торію, флогопіту, графіту, вітериту, п'єзокварцу.
Виділяють два типи С.р. :
- Перший — власне С.р., характерні тим, що процеси рудоутворення в часі і просторі збігалися з утворенням скарнів. Це родовища флогопіту, магнетиту, боратових та сульфідних руд.
- Другий — з накладеним зруденінням (апоскарнові родовища). Цей тип родовищ формувався в уже сформованих скарнах — шляхом накладення на скарни пізніших гідротерм, розчинів післямагматичної діяльності тощо. Це молібденітові, шеелітові, рідкіснометалічні, ґаленіт-сфалеритові, полісульфідні, халькопіритові та ін. зруденіння.